# Palpomyia ebejeri
Palpomyia ebejeri är en tvåvingeart som beskrevs av Boorman och Harten 2002. Palpomyia ebejeri ingår i släktet Palpomyia och familjen svidknott.
Artens utbredningsområde är Oman. Inga underarter finns listade i Catalogue of Life.